# 刘学州事件
刘学州事件是2022年1月中華人民共和國一起涉及人口販賣問題以及網絡暴力的自殺事件，当事人刘学州（2004年或2006年，但据刘学州遗书，应是2007年5月28日-2022年1月24日）是石家庄法商中等专业学校学前教育专业二年级学生，幼时被亲生父母贩卖，曾就读南宫双语学校。2021年12月14日至2022年1月24日，刘学州寻找亲生父母、与亲生父母爆发矛盾、《新京报》《红星新闻》撰文暗示刘学州为“人伦悲剧”，破坏其生母“正常生活”，“白眼狼”，索要父母赠与房子作为补偿，遭遇网暴，最终服药自杀的一系列事件引起社会官方关注。
该事件促使中国网络平台推进防范网暴的举措。

## 当事人
据刘学州于新浪微博自叙，刘学州出生名为“丁晶”，被生父丁双全卖给刘氏夫妇做彩礼。四岁时养父母因烟花爆竹作坊爆炸而身亡，刘学州也因孤儿的身份被小学同学校园霸凌；初中就读于河北邢台南宫双语学校，曾被一男老师强行猥亵。刘学州长期患有抑郁症，一直在服用药物，但自称有良好的心态面对生活。读幼师专业中专，打算2023年毕业后参加高考。

## 事件经过

### 成功寻亲
2021年12月6日，刘学州在网上发布了一条寻亲视频，引发关注。在山西临汾警方协助下，刘学州分别在12月15日及27日见到了他的生父和生母。
2022年1月17日，刘学州表示其因與父母商討住處問題遭拒絕，被生母通話“拉黑”，希望得到法律援助。18日中午，刘学州又称决定暂时放弃民事诉讼。1月18日，《新京报》我们的视频栏目发布报道：《寻亲男孩刘学州生母谈拉黑“隐情”：想回归平静生活》表示其本想弥补孩子甚至借款供刘学州三亚旅游。19日凌晨，刘学州发文称，本考虑放弃诉讼，但因亲生父母“颠倒黑白”，决定起诉，要与亲生父母法庭见。
针对刘学州寻亲事件，《新京报》于1月19日再次大量报道引述刘学州的生父母称，他们拉黑刘学州只是为了“重新获得平静生活”，认亲后曾借钱让刘学州去三亚旅游以作弥补，但不料多次被刘学州要求买房甚至出言威胁，影响了他们的正常生活。

### 网络暴力
1月21日左右，有网友在刘学州的微博评论区留言质疑他动机不纯，称他是在利用寻亲给自己炒作、塑造人物设定，指其行为是利用网友的善良博取同情心。刘学州则留言予以否认，表示有关言论系诽谤。

### 輕生
1月24日0时2分，刘学州在微博发布遺書，他表示其生父母利用媒體洗白，並誹謗他索要房產，承受極大的輿論壓力，疑似有轻生举动。当日凌晨2时许，刘学州在三亚海边吞服大量抗抑郁药，被发现后被送往医院紧急抢救，直至凌晨4时许抢救无效死亡。1月27日，刘学州遺體已於中午火化，刘学州的养舅舅将其骨灰带回养父母的老家，其自殺時的海邊堆滿弔念鮮花 。

## 各方的反应

### 官方调查
河北省南宫市公安局、教育局对刘学州遗书中反映的被男老师猥亵一事展开调查。山西省大同市公安局对刘学州当年被卖一事展开调查。

### 養家屬起訴
劉學州收養方委託律師起訴劉學州被網暴致死案、被拐賣案以及被猥褻案。2月14日，周兆成律師向最高人民檢察院提起了《關於請求最高檢就未成年人劉學州被網暴致死案依法提起公益訴訟建議書》，盼司法機關依法啟動公訴程序，以維護被害人的合法權益。28日，最高人民檢察院已簽收此建議書。5月12日，刘学州养家舅妈透過澎湃新闻表示，大同警方已于4月15日正式受理刘学州被拐卖、遗弃案。周兆成表示，被害人网暴致死一案相關證據，已提交至北京互联网法院。6月17日，河北唐山，刘学州养家舅妈柴俊燕在社交媒体实名举报刘学州亲生父母，称二人将其亲生儿子刘学州遗弃转卖，在寻亲成功后二人将刘学州拉黑，并二次遗弃，在得知刘学州患有重度抑郁情况下仍对其进行污蔑，导致网暴并被逼自杀。恳求公安机关追究刘学州生父、生母以及人贩子的刑事责任。
2023年2月13日，柴俊燕起訴兩名網絡大V網暴劉學州一案先進行庭前谈话，9月25日在北京互联网法院正式開庭。

### 新浪微博
2022年1月24日下午，新浪微博社区管理官方微博账号 @微博管理员 发布消息称，根据用户举报投诉，社区未成年人保护专项团队对相关泄露当事人个人隐私、挑动矛盾纠纷的违规内容进行排查清理，清理内容290条。当日晚，其发布公告称，将进一步完善用户预防网络暴力的机制。26日下午，微博官方发布消息称，经排查，对1000余名在2022年1月1日至24日凌晨向刘学州发送私信的用户暂停私信功能。28日微博官方宣布，將40個曾人身攻擊劉學州的帳號「永久禁言」。

## 争议

### 媒体报导
刘学州去世后，有舆论质疑《新京报》事前的报道内容片面、未经查证，间接导致了后续的网络暴力以及刘学州的自杀，有网友要求该报出面道歉和担责。
《新京报》方面则以开启精选评论的方式变相禁止网民评论，至今并无正面回应。

### 自杀争议
2022年2月18日，有网友发布疑似与刘学州的聊天记录，称“自己不会自杀，如果我出事一定是有人杀害”，对此刘学州养家舅妈已委托律师向三亚警方申请立案调查。

## 影響
- 遊戲《葬花·暗黑桃花源》追加下載內容《折鏡之蝶》的劇情設計受到該事件的影響。
- 汤兰兰事件
- 对新京报的争议

## 外部鏈接
- 刘学州的新浪微博